# Brita Sigourney
Brita Sigourney (ur. 17 stycznia 1990 w Monterey) – amerykańska narciarka dowolna, specjalizująca się w halfpipie, brązowa medalistka olimpijska (2018).
W 2011 roku wystartowała na mistrzostwach świata w Deer Valley, gdzie była szósta. Szóste miejsce zajęła również podczas igrzysk olimpijskich Soczi w 2014 roku. Najlepsze wyniki w Pucharze Świata osiągnęła w sezonie 2011/2012, kiedy to zajęła 13. miejsce w klasyfikacji generalnej, a w klasyfikacji halfpipe’a wywalczyła Małą Kryształową Kulę. Ponadto w sezonie 2017/2018 zajęła drugie miejsce w klasyfikacji halfpipe’a. Jest także złotą medalistką mistrzostw świata juniorów w Cardronie z 2010 roku. W swoim dorobku posiada również trzy medale Winter X-Games srebrny i dwa brązowe także w konkurencji superpipe.
Na igrzyskach olimpijskich w Pjongczangu w 2018 roku zdobyła brązowy medal olimpijski w halfpipie. Rok później, na mistrzostwach świata w Park City ponownie zdobyła brązowy medal.

## Osiągnięcia

### Igrzyska olimpijskie
| Miejsce | Dzień     | Rok  | Miejscowość | Konkurencja | Zwyciężczyni  |
| ------- | --------- | ---- | ----------- | ----------- | ------------- |
| 6.      | 20 lutego | 2014 | Soczi       | Halfpipe    | Maddie Bowman |
| 3.      | 20 lutego | 2018 | Pjongczang  | Halfpipe    | Cassie Sharpe |
| 10.     | 18 lutego | 2022 | Pekin       | Halfpipe    | Eileen Gu     |

### Mistrzostwa świata
| Miejsce | Dzień    | Rok  | Miejscowość   | Konkurencja | Zwyciężczyni        |
| ------- | -------- | ---- | ------------- | ----------- | ------------------- |
| 6.      | 5 lutego | 2011 | Deer Valley   | Halfpipe    | Rosalind Groenewoud |
| 9.      | 18 marca | 2017 | Sierra Nevada | Halfpipe    | Ayana Onozuka       |
| 3.      | 9 lutego | 2019 | Park City     | Halfpipe    | Kelly Sildaru       |
| 5.      | 12 marca | 2021 | Aspen         | Halfpipe    | Eileen Gu           |

### Puchar Świata

#### Miejsca w klasyfikacji generalnej
- sezon 2008/2009: 103.
- sezon 2011/2012: 13.
- sezon 2012/2013: 73
- sezon 2013/2014: 30.
- sezon 2014/2015: 56.
- sezon 2015/2016: 70.
- sezon 2016/2017: 78.
- sezon 2017/2018: 9.
- sezon 2018/2019: 37.
- sezon 2019/2020: 27.

Od sezonu 2020/2021 klasyfikacja generalna została zastąpiona przez klasyfikację Park & Pipe (OPP), łączącą slopestyle, halfpipe oraz big air.
- sezon 2020/2021: 19.
- sezon 2021/2022: 24.

#### Zwycięstwa w zawodach
1. Copper Mountain – 9 grudnia 2011 (halfpipe)
2. Mammoth Mountain – 4 marca 2012 (halfpipe)
3. Copper Mountain – 20 grudnia 2013 (halfpipe)
4. Mammoth Mountain – 19 stycznia 2018 (halfpipe)

#### Pozostałe miejsca na podium w zawodach
1. Copper Mountain – 11 stycznia 2013 (halfpipe) – 3. miejsce
2. Tignes – 12 marca 2015 (halfpipe) – 3. miejsce
3. Snowmass – 12 stycznia 2018 (halfpipe) – 2. miejsce
4. Tignes – 22 marca 2018 (halfpipe) – 3. miejsce
5. Copper Mountain – 7 grudnia 2018 (halfpipe) – 3. miejsce
6. Copper Mountain – 13 grudnia 2019 (halfpipe) – 2. miejsce
7. Aspen – 21 marca 2021 (halfpipe) – 3. miejsce
8. Mammoth Mountain – 8 stycznia 2022 (halfpipe) – 3. miejsce